# コーカン族
コーカン族（コーカンぞく、英語: Kokang people, 中国語: 果敢族, 拼音: Guǒgǎnzú）はミャンマー（ビルマ）の民族集団。中国から移住した漢民族（華人）で、中国語北方方言の西南官話を話し、主にミャンマー東北部のシャン州コーカン地区に居住する。

## 概要
コーカン族の祖先は、17世紀に雲南省から移住した明朝の移民であると考えられ、楊姓の土司が支配した。1885年にイギリスが上ビルマを併合した後も、楊氏は事実上の藩王とみなされ、依然としてコーカン地区の実権を握っていた。ビルマ独立後は上ビルマと下ビルマが統一され、土司政権は終わりを告げた。その後の内戦を経て、コーカンは「ミャンマーシャン州第一特区（コーカン）」となった。 
1997年の推計で、コーカン族は近年雲南省から移住した人々と合わせてミャンマーの中国系住民の30～40％を占める。コーカン族の軍隊はミャンマー民族民主同盟軍（MNDAA, 緬甸民族民主同盟軍）と呼ばれ、2009年8月にはミャンマー軍事政権と衝突するコーカン事件がおこった。
2015年3月から5月にかけ、ミャンマー国軍が中国国境に接するコーカン族居住地を空爆し、誤爆によって中国雲南省の民間人が死亡するという事件が発生した。このことからミャンマーと中国の両国間で緊張が高まった。

## 文化

### 山歌
山歌は、男女が野外の閑静なところで求愛の歌謡を掛け合う歌垣の文化である。戯曲のような特徴的な歌い方をする。1955年、コーカン地区ホンアイ（紅岩）芒銀班龍寨の2人の青年と雲南省鎮康県勐棒鎮田洼の女が中緬国境の野豬塘で山歌を歌っていたところ、通行人が叫ぶのに驚いて2人の青年が穴に落ちて死亡するという事故が起きた。

### 打歌
打歌は冠婚葬祭に際して行われ、三弦や短笛の演奏に合わせて民歌を歌いながら輪になって踊るものである。

## 宗教

### 穡神信仰
穡神（しょくしん）と呼ばれる収穫を司る神に対する信仰が存在する。穡神信仰にはタイ族によって信仰される戦の神、「色勐」あるいは「勐神」に対する信仰との共通性が存在している。馬健雄 (2023)は、2017年3月にコーカン地域のある村で発生した兵士と村人との衝突について、穡壇（穡神の祭壇）に供物を捧げずに村に入ってきた兵士に対して穡木老爺（穡神）が不満に思い、争いを生じさせたのだとする村人の語りを記している。

### 中国伝統宗教
中国の漢族と同様に大乗仏教や儒教、道教等の信仰が存在する。

## 他の華人との比較
コーカン族にはヤンゴンなど他の都市部や地域に住む華人は含まれていない。
また、サルウィン川を隔てたクカイ郡区のタモニエ地区に居住するモンワン族は、コーカン族とアクセントが異なる雲南方言を話し、コーカン族とは異なるというアイデンティティの認識を持つ。2016年3月11日、ミャンマー政府はモンワン族はモンワン・バマー（ビルマ族）であるとして完全な市民権を認めた。これにより、タインインダー（先住民族）の一つとしてカウントされるコーカン族と身分的な差が生じている。

### 中国語文献
- 胡然; 亨凱 (2016). “従勐穏人入籍看緬甸的多元民族政治”. 世界知識 2016 (09).
- 魯成旺 (2012). 緬甸撣邦≪果敢志≫編纂委員会　. ed. 果敢志. 香港: 天馬出版. ISBN 9789624502084
- 馬健雄 (2023). “果敢的土司、穡神与山区軍事化”. 台湾東南亜学刊 18 (1).
- 伍慶祥 (2018). “空間属性与緬甸勐穏人身份認同建構”. 華僑華人歴史研究 2018 (2).
- 朱徳普 (1996). “臨滄地区傣族勐神崇拝及其内涵探析”. 雲南師範大学哲学社会科学学報 28 (2).